# Vliegveld B.86 Helmond

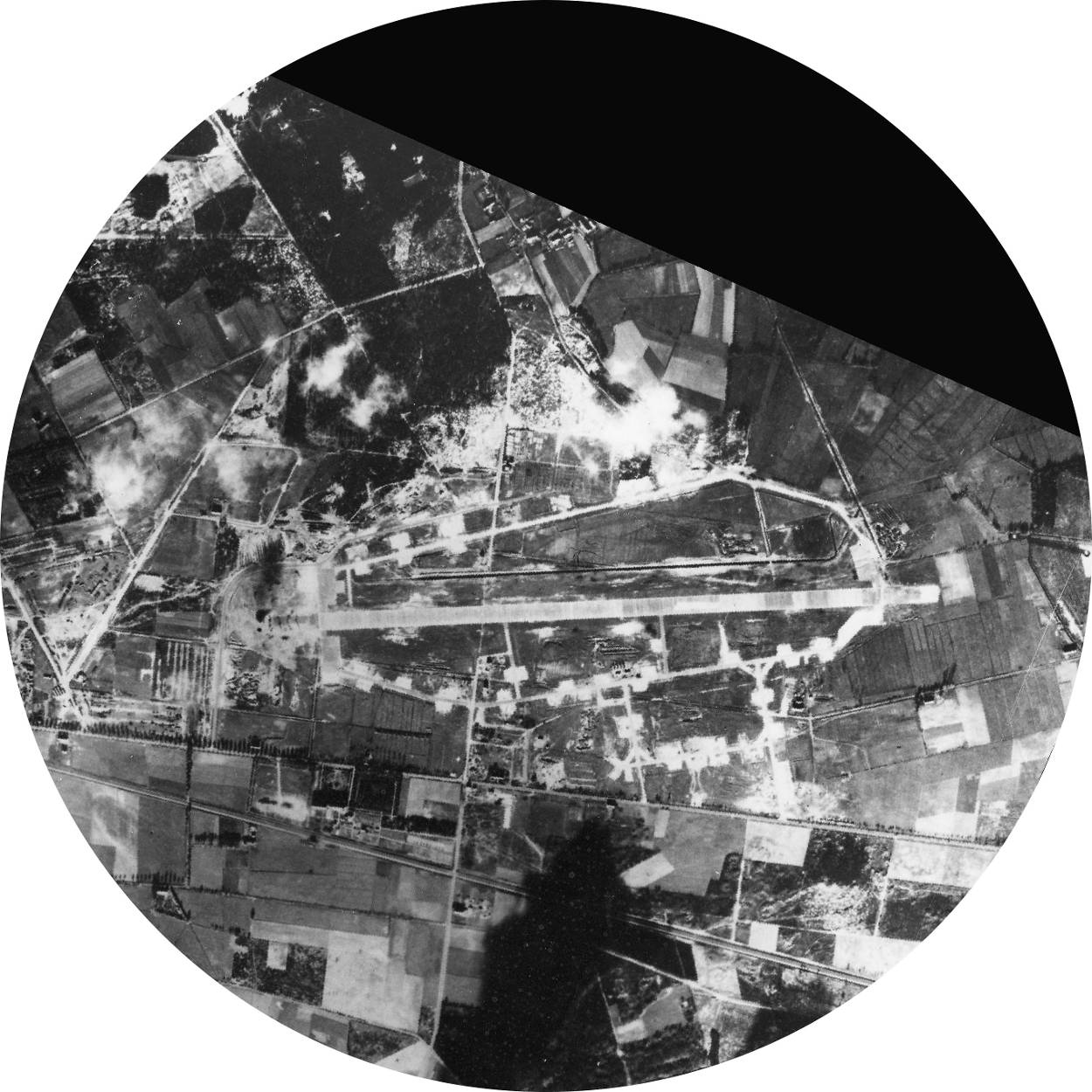
luchtfoto van vliegveld Helmond (1945)

Vliegveld Helmond, geallieerde codenaam B.86 Helmond, is een voormalig vliegveld uit de Tweede Wereldoorlog ten oosten van de Nederlandse stad Helmond. Het is in gebruik geweest van 9 januari 1945 tot 14 juli 1945.

## Aanleg
Eind september 1944 mislukte operatie Market Garden. Hierna zochten de geallieerden naar geschikte locaties om twee vliegvelden in het oostelijk deel van Brabant aan te leggen. Britse verkenners vonden snel een bruikbaar terrein ten oosten van Helmond. Het stond bekend als de Rijpelberg. Op die plek moest een 350 hectare groot vliegveld met een start- en landingsbaan komen. De Britten begonnen op 19 oktober met de aanleg. Nederlandse arbeiders hielpen hen daarbij. Omdat het een vliegveld moest worden voor alle weersomstandigheden duurde de aanleg relatief lang.
Het vliegveld kreeg de codenaam B.86. Het beschikte over een oost-west georiënteerde baan met een lengte van 1.400 meter en een breedte van 42 meter. Voor de verharding werden klinkers gebruikt die uit heel Noord-Brabant werden aangevoerd. Voor de taxibanen werd geperforeerde staalplaat gebruikt (PSP). Daarnaast had het een geïmproviseerde verkeerstoren en diverse houten keten en nissenhutten. Onderdak voor het personeel werd verschaft door het missiehuis Christus Koning dat uitkeek op de startbaan.

## Jachtbommenwerpers
Pas op 9 januari 1945 konden de Britten vliegtuigen op B.86 stationeren. Vier dagen later arriveerden de eerste Hawker Typhoon-jachtbommenwerpers van de 124 Wing uit Eindhoven. De toestellen van deze wing vielen tot begin april 1945 talrijke doelen in Nederland en Duitsland aan. Daarnaast ondersteunden de Typhoons operatie Grenade en de gecombineerde operaties Plunder en Varsity.

## Luchtdoelartillerie
Vliegveld Helmond werd al tijdens de aanleg tegen luchtaanvallen beschermd door Britse luchtdoelartillerie. Op 8 november 1944 slaagde het 2875 Anti Aircraft Squadron RAF erin om met Bofors 40mm/L60-snelvuurkanonnen een Duitse straaljager neer te schieten. Het toestel, een Messerschmitt Me 262 van II./KG-5 (2e groep van Kampfgeschwader 5) was de eerste straaljager die in de Tweede Wereldoorlog vanaf de grond werd neergeschoten. Straaljagers werden pas sinds kort operationeel ingezet. Omdat ze veel sneller vlogen dan propellervliegtuigen waren ze met handbediende kanonnen veel moeilijker vanaf de grond te bestrijden.

## Laatste operationele vlucht
Op 11 april vond de laatste operationele vlucht van de 124 Wing vanaf Helmond plaats. De eenheid vertrok korte tijd later naar het vliegveld Twente. Nadien deed B.86 kortstondig dienst als landingsplaats voor op bases in Groot-Brittannië gestationeerde jachtvliegtuigen. Dat betekende dat deze toestellen een tussenlanding op Helmond konden maken. Daar tankten ze brandstof en laadden ze munitie.
In de laatste oorlogsdagen werden op het vliegveld Beaufighters en Mosquito’s gestationeerd. Zij voerden aanvallen uit op schepen in de Grote Belt bij Kopenhagen. Op 4 mei vertrokken deze toestellen naar Groot-Brittannië.
Daarna keerde de rust terug op Helmond. Op 14 juli 1945 schrapten de geallieerden Helmond als actief vliegveld. In de jaren ‘70 verrees op het terrein de Helmondse woonwijk Rijpelberg.